# Stegnobrisinga gracilis
Stegnobrisinga gracilis är en sjöstjärneart som först beskrevs av Jean Baptiste François René Koehler 1909.  Stegnobrisinga gracilis ingår i släktet Stegnobrisinga och familjen Brisingidae. Inga underarter finns listade i Catalogue of Life.